# ليفر هاوس
ليفر هاوس (بالإنجليزية: Lever House) هي ناطحة سحاب زجاجية في 390 بارك أفينيو في حي مانهاتن في مدينة نيويورك. تم تصميم المبنى على الطراز الدولي من قبل غوردون بانشافت وناتالي دي بلوا من مكتب سكيدموري، أوينغس وميريل. المبنى هو مقر شركة الصابون ليفر برذرز وهي تابعة لشركة يونيليفر. تم تشييد المبنى من عام 1950 إلى عام 1952، وكان ثاني ناطحة سحاب على الحائط الساتر في مدينة نيويورك بعد مبنى الأمانة العامة للأمم المتحدة.
يحتوي المبنى الذي يبلغ ارتفاعه 94 متر على 21 طابقًا مكتبيًا تعلوها قسم ميكانيكي ثلاثي الارتفاع. يحتوي الطابق الأرضي على فناء ومساحة عامة، بينما يتدلى الطابق الثاني على الساحة على مجموعة من الأعمدة. تم تصميم الطوابق المتبقية على شكل لوح تحتل الربع الشمالي من الموقع. تم اختيار تصميم اللوح ليتوافق مع قرار تقسيم المدينة لعام 1916 مع تجنب الحاجة إلى الارتداد الجداري، والتي تم تضمينها في ناطحات السحاب السابقة التي تم بناؤها بموجب المرسوم. يحتوي ليفلر هاوس على حوالي 24.000 متر مربع من المساحة الداخلية، أقل بكثير مما هو عليه في مباني المكاتب المماثلة.